# Buitreraptor
Genre
Espèce
Buitreraptor est un genre éteint de dinosaure théropode de la famille des Dromaeosauridae qui vivait au milieu du Crétacé il y a 90 Ma dont le nom signifie « Voleur de la Buitrera ». Il mesure environ 1,30 m de long. Il est assez original car il a le museau fin et garni de minuscules denticules. Il se nourrissait de petits vertébrés et d'insectes.
Une seule espèce est connue : Buitreraptor gonzalezorum (ou Buitreraptor gonzalorum).